# Wao
Wao est une localité de la province de Lanao du Sud, aux Philippines. En 2015, elle compte 45 862 habitants.